# Catocala bianca
Catocala bianca là một loài bướm đêm trong họ Erebidae.